# Behind These Hazel Eyes
Behind These Hazel Eyes – trzeci (drugi w Europie) singel z drugiego studyjnego albumu amerykańskiej wokalistki pop rock Kelly Clarkson, Breakaway (2004), wydany w kwietniu 2005 roku w Stanach Zjednoczonych i we wrześniu 2005 na Wyspach Brytyjskich.

## Informacje o singlu
Utwór został współstworzony i wyprodukowany przez Maxa Martina i Dr. Luke’a oraz wydany jako singel z albumu Breakaway. Początkowo piosenka nie miała zostać umieszczona na trackliście albumu, gdyż Clarkson nie podobał się początkowy, oryginalny kontekst słów, jednak po zniknięciu jej osobistego problemu, zgodziła się stworzyć nowy tekst utworu przy pomocy Maxa Martina i Dr. Luke’a. Nowy tekst piosenki był o innej tematyce i mroczniejszym kontekście – singel stał się bardziej osobisty.

## Teledysk
Teledysk do singla pokrywa się z kontekstem słów zawartych w utworze. Klip nagrywany był 29 marca 2005. Videoclip opowiada o tym co przeżywa artystka dowiedziawszy się, że jej przyszły małżonek zdradza ją ze swoją ex-dziewczyną. Kelly ukazana jest podczas przygotowań do ślubu, siedzi na krześle i odnajduje na szaface zdjęcie jej narzeczonego przytulającego się z inną kobietą. Wściekła ucieka do pobliskiego lasu, jednak tam nabiera sił i zemsty. Kolejny kadr pokazuje moment zawarcia przysięgi małżeńskiej. Clarkson pełna złości rzuca w swojego wybranka obrączką, a swój welon ściąga oraz rzuca na rywalkę po czym wybiega z kościoła.
Cały teledysk utrzymany jest w ciemnej i mrocznej tonacji.
W czasie trwania klipu można zobaczyć artystkę ubraną w codzienne ciuchy i śpiewającą ze swoim zespołem.

## Remiksy
1. Wersja albumowa 3:18
2. Bermudez & Harris Lasik Surgery Mixshow 5:20
3. Bermudez & Harris Lasik Surgery Mixshow Edit 3:26
4. Bermudez & Harris Lasik Surgery Mixshow Instrumental 5:20
5. Bermudez & Harris Lasik Surgery Top 40 Radio Mix 3:10
6. Bermudez & Harris Lasik Surgery Acappella 2:58
7. Bermudez & Harris Lasik Surgery Ulti-Remix 5:20
8. Al B. Rich Remix (Mynt Remix) 3:08

## Pozycje na listach
| Lista przebojów (2005)            | Najwyższa pozycja |
| --------------------------------- | ----------------- |
| USA Billboard Hot 100             | 6                 |
| USA Billboard Pop 100             | 3                 |
| USA Billboard Adult Contemporary  | 13                |
| USA Billboard Dance Radio Airplay | 2                 |
| USA ARC Weekly Top 40             | 2                 |
| Australia ARIA Singles Chart      | 6                 |
| Kanada Singles Chart              | 4                 |
| Holandia Top 40                   | 7                 |
| Irlandia Singles Chart            | 4                 |
| Nowa Zelandia RIANZ Singles Chart | 7                 |
| UK Singles Chart                  | 9                 |
| United World Chart                | 15                |